# Haima Car
Haima Car ist ein Hersteller von Automobilen aus der Volksrepublik China.

## Unternehmensgeschichte
Im März 2007 erwarb die Hainan Automobile Group die Zhengzhou Light Vehicle Auto Corporation aus Zhengzhou. Daraufhin gründete sie in derselben Stadt sowohl dieses Unternehmen als auch Haima Commercial Vehicle.

## Fahrzeuge
Die Fahrzeuge werden unter der Marke Haima vertrieben.